# Landgericht Chemnitz

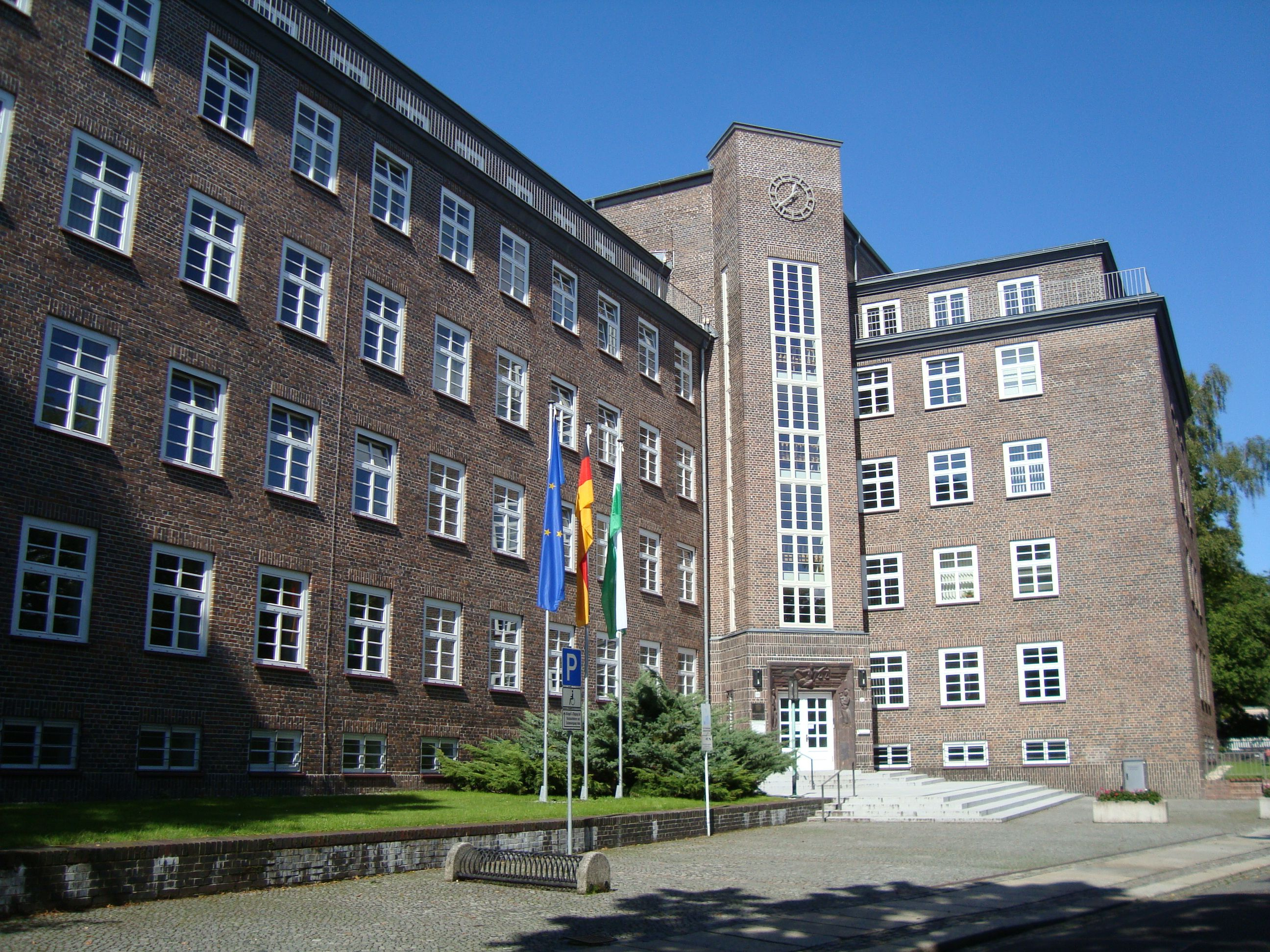
Landgericht Chemnitz, Hohe Straße 23 (2010)

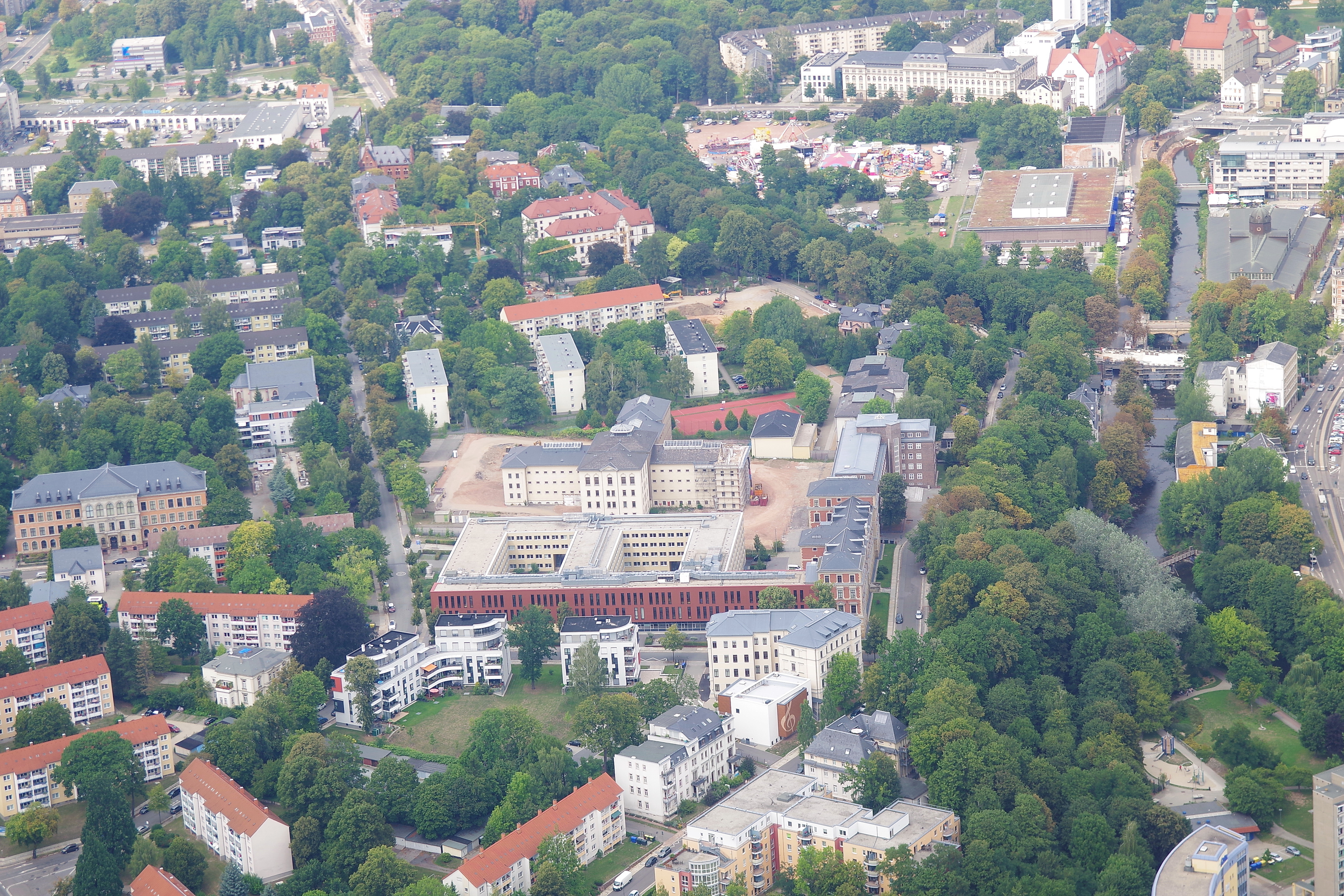
Justizzentrum Chemnitz mit Landgericht (2019)

Das Landgericht Chemnitz ist ein Gericht der ordentlichen Gerichtsbarkeit des Freistaates Sachsen. Es gehört zum Bezirk des Oberlandesgerichtes Dresden. Ende 2008 waren hier 165 Mitarbeiter beschäftigt, davon 48 Richter.

## Organisation
Der Präsident des Landgerichtes Chemnitz ist seit dem 1. Januar 2017 Rainer Huber.

## Gerichtssitz und -bezirk
Sitz des Landgerichts ist Chemnitz. Der Gerichtsbezirk umfasst die Amtsgerichtsbezirke Aue, Chemnitz, Döbeln, Freiberg und Marienberg. Die für diesen Landgerichtsbezirk zuständige Staatsanwaltschaft ist die Staatsanwaltschaft Chemnitz.

## Geschichte
In Chemnitz bestand bis 1879 das Gerichtsamt Chemnitz als Eingangsgericht. Es war dem Appellationsgericht Zwickau nachgeordnet. In Sachsen wurde zur Ausführung der Reichsjustizgesetze im „Gesetz Nr. 17, Bestimmungen zur Ausführung des Gerichtsverfassungsgesetzes vom 27. Januar 1877 und über die Zuständigkeit der Gerichte in Sachen der nichtstreitigen Gerichtsbarkeit enthaltend“ vom 1. März 1879 das Oberlandesgericht Dresden, die Landgerichte, darunter das Landgericht Chemnitz und die Amtsgerichte eingerichtet. Die „Verordnung, die mit dem 1. Oktober 1879 in Wirksamkeit tretenden Gerichte betreffend“ vom 28. Juli 1879 legte den Landgerichtsbezirk Chemnitz fest. Dieser umfasste die Bezirke der Amtsgerichte Chemnitz, Frankenberg, Limbach, Stollberg, Mittweida, Rochlitz, Penig, Waldheim, Burgstädt, Annaberg, Wolkenstein, Ehrenfriedersdorf, Scheibenberg, Oberwiesenthal, Augustusburg und Zschopau umfasste. Alfred Brodauf war ab 1900 Richter am Landgericht Chemnitz. Von 1919 bis 1933 war er dessen Direktor.
Nach dem Zweiten Weltkrieg arbeiteten Amts- und Landgericht Chemnitz im Gegensatz zu den meisten Behörden als Organisation wenig verändert weiter. Im Laufe des Krieges waren jedoch einige Amtsgerichte aufgehoben oder in Zweigstellen umgewandelt worden. Damit bestanden im Gerichtsbezirk zum 1. Juli 1947 folgende Amtsgerichte: Annaberg, Augustusburg, Burgstädt, Chemnitz, Ehrenfriedersdorf (G), Frankenberg, Hainichen (Z), Limbach, Mittweida, Penig (Z), Rochlitz, Scheibenberg (G), Stollberg, Waldheim, Wolkenstein (Z), Zschopau (Z) und Zwönitz (Z) (Z = Zweigstelle, G = auf Gerichtstage begrenzt).
Im Rahmen der umstrittenen Waldheimer Prozesse waren 1950 mehrere Strafkammern des Landgerichtes an Prozessen gegen Personen beteiligt, denen Kriegsverbrechen vorgeworfen wurden. Mit der Verordnung zur Änderung von Gerichtsbezirken im Lande Sachsen vom 5. Mai 1951 wurden die Gerichtsbezirke in der DDR an die Landkreise angepasst. Der Sprengel des Landgerichtes Chemnitz umfasste damit den Stadtkreis Chemnitz sowie die Landkreise Annaberg, Chemnitz, Flöha, Marienberg und Rochlitz.
Mit der Auflösung der Länder innerhalb der damaligen DDR im Sommer 1952 wurden das Oberlandesgericht sowie die Land- und Amtsgerichte durch das „Gesetz über die Verfassung der Gerichte der Deutschen Demokratischen Republik vom 2. Oktober 1952“ und nach der Verordnung über die Neugliederung der Gerichte vom 28. August 1952 mit Wirkung vom 31. August 1952 aufgehoben. An deren Stelle trat die dreistufige Gliederung in Kreis- und Bezirksgerichte sowie das Oberste Gericht der DDR. Die Rolle des Landgerichtes Chemnitz übernahm das Bezirksgericht Chemnitz. Im Januar 1991 übernahm Peter Igneé die Aufgaben des Präsidenten des damaligen Bezirksgerichtes Chemnitz. Im November 1991 wurde er Präsident des Gerichtes, welches mit dem Sächsischen Gerichtsorganisationsgesetz am 1. Januar 1993 als Landgericht Chemnitz wieder errichtet wurde. Am 25. Juni 2007 ging Peter Igneè in den Ruhestand. Ab 1. Juli 2007 bis zum 31. Dezember 2008 war Gerd Schmidt Gerichtspräsident.